# 내 남자의 여자
《내 남자의 여자》는 2007년 4월 2일부터 2007년 6월 19일까지 방영한 SBS 월화 드라마로, 김수현 작가는 2005년 6월에 종영됐던 KBS 2TV 주말 연속극 《부모님 전상서》 이후 해당 프로그램을 통해 오리지널 신작을 내놓았다.

## 기획 의도
미망인 이화영이 여고 동창생 천사표 아내 김지수 남편 홍준표와 불륜에 빠지게 되면서 일어나는 일들을 그린 드라마

## 등장 인물

### 주요 인물
- 김희애 : 이화영 역
- 김상중 : 홍준표 역
- 배종옥 : 김지수 역

### 은수네
- 하유미 : 김은수 역
- 김병세 : 허달삼 역
- 송이우 : 허진주 역
- 장기범 : 허준구 역
- 이지은 : 아정 역

### 은수, 지수, 경수 가족
- 송재호 : 김용덕 역
- 남승민 : 김경수 역
- 오세정 : 부용화 역

### 준표네
- 최정훈 : 홍 회장 역
- 서우림 : 황 여사 역
- 박지빈 → 주민수 : 홍경민 역

### 그 외 인물
- 김영애 : 화영 모 역
- 이훈 : 이동하 역
- 이종원 : 박석준 역
- 최용민 : 변호사 역
- 한창현 : 장 비서 역
- 이상은
- 홍승범 : 안 기사 역
- 노영화

### 특별 출연
- 이한위 : 달삼의 친구 역

## 사운드 트랙
《내 남자의 여자 OST》는 대한민국의 OST 음반으로서 2007년 5월 10일에 발매되었다. 더원, 최백호, 간종욱, The Phat(정현)이 참여되었다. KBS 2TV 수목 드라마 《장밋빛 인생》에서 《가시》라는 노래로 많이 사랑을 받은 더 원이 다시 한번 강동윤 음악감독과 호흡을 맞춘 《사랑아》는 방송 2회 만에 검색 순위 1에 랭크 될 만큼 인터넷을 뜨겁게 달군 곡이다.
| #   | 제목                                       | 작사   | 작곡           | 재생 시간 |
| --- | ------------------------------------------ | ------ | -------------- | --------- |
| 1.  | 〈내 남자의 여자 (Title)〉 (강동윤)        |        | 개미           | 3:33      |
| 2.  | 〈사랑아〉 (더원)                          | 베짱이 | 조영수         | 3:59      |
| 3.  | 〈사랑은 언제나 고독의 친구였다〉 (최백호) | 신동식 | 김준범, 이창희 | 4:44      |
| 4.  | 〈If〉 (강동윤)                            |        | 개미           | 4:19      |
| 5.  | 〈Way Back Home〉 (강동윤)                 |        | 최영진, 이창희 | 2:53      |
| 6.  | 〈Love Affair-Stress〉 (강동윤)            |        | 조윤정         | 2:36      |
| 7.  | 〈Blue Moon〉 (The Phat(정현))             | 송봉조 | 송봉조         | 3:47      |
| 8.  | 〈석모도의 하루〉 (강동윤)                 |        | 문규혁         | 3:45      |
| 9.  | 〈Sudden Attack〉 (강동윤)                 |        | 이종교         | 2:19      |
| 10. | 〈비애〉 (간종욱)                          | 베짱이 | 문규혁         | 4:46      |
| 11. | 〈Remember〉 (강동윤)                      |        | 개미           | 4:17      |
| 12. | 〈Too Much Or Too Little〉 (강동윤)        |        | 김준범         | 3:15      |
| 13. | 〈사랑이란 비겁한 이유로〉 (Hanzo)         | 베짱이 | 개미           | 3:31      |
| 14. | 〈위험한 상상〉 (강동윤)                   |        | 이종교         | 2:02      |
| 15. | 〈Solitude〉 (강동윤)                      |        | 이규옥         | 2:57      |
| 16. | 〈Dance With Me〉 (강동윤)                 |        | 최영진         | 3:04      |
| 17. | 〈Waltz in D Minor〉 (강동윤)              |        | 이종교         | 3:25      |
| 18. | 〈내 남자의 여자 (Acodion Ver.)〉 (강동윤) |        | 개미           | 2:51      |
| 19. | 〈Love Affair - Tango〉 (강동윤)           |        | 조윤정         | 4:37      |
| 20. | 〈Field Of ST. Etenne〉 (강동윤)           | 외국곡 | 외국곡         | 3:17      |

## 시청률
아래의 파란색 숫자는 '최저 시청률'이고, 빨간색 숫자는 '최고 시청률'입니다. 시청률조사회사와 지역별로 시청률에 차이가 있을 수 있습니다.
| 2007년      | 2007년      | 2007년          | 2007년          | 2007년        |
| 회차        | 방송일      | TNmS 시청률     | AGB 시청률      | AGB 시청률    |
| 회차        | 방송일      | 대한민국 (전국) | 대한민국 (전국) | 서울 (수도권) |
| ----------- | ----------- | --------------- | --------------- | ------------- |
| 제1회       | 4월 2일     | 11.2%           | 10.5%           | 11.7%         |
| 제2회       | 4월 3일     | 13.1%           | 11.3%           | 12.0%         |
| 제3회       | 4월 9일     | 12.8%           | 14.3%           | 14.3%         |
| 제4회       | 4월 10일    | 15.8%           | 15.9%           | 17.0%         |
| 제5회       | 4월 16일    | 17.5%           | 18.9%           | 20.7%         |
| 제6회       | 4월 17일    | 20.0%           | 20.4%           | 22.4%         |
| 제7회       | 4월 23일    | 18.9%           | 19.3%           | 21.3%         |
| 제8회       | 4월 24일    | 21.5%           | 19.7%           | 20.8%         |
| 제9회       | 4월 30일    | 21.0%           | 21.2%           | 23.1%         |
| 제10회      | 5월 1일     | 22.2%           | 22.1%           | 23.9%         |
| 제11회      | 5월 7일     | 19.4%           | 21.1%           | 23.1%         |
| 제12회      | 5월 8일     | 22.1%           | 23.3%           | 24.8%         |
| 제13회      | 5월 14일    | 23.7%           | 24.9%           | 27.6%         |
| 제14회      | 5월 15일    | 27.2%           | 26.0%           | 27.8%         |
| 제15회      | 5월 21일    | 25.2%           | 26.1%           | 27.6%         |
| 제16회      | 5월 22일    | 25.9%           | 26.9%           | 29.7%         |
| 제17회      | 5월 28일    | 29.4%           | 30.5%           | 33.0%         |
| 제18회      | 5월 29일    | 32.9%           | 33.2%           | 35.8%         |
| 제19회      | 6월 4일     | 32.3%           | 32.0%           | 35.1%         |
| 제20회      | 6월 5일     | 32.3%           | 34.5%           | 38.2%         |
| 제21회      | 6월 11일    | 33.4%           | 33.8%           | 36.5%         |
| 제22회      | 6월 12일    | 35.1%           | 35.8%           | 38.5%         |
| 제23회      | 6월 18일    | 33.7%           | 32.6%           | 35.5%         |
| 제24회      | 6월 19일    | 38.7%           | 36.8%           | 39.5%         |
| 평균 시청률 | 평균 시청률 | 23.9%           | 24.6%           | 26.7%         |

## 수상
- 2007년 SBS 연기대상 10대 스타상, 대상 김희애
- 2007년 SBS 연기대상 프로듀서상 배종옥
- 2007년 SBS 연기대상 미니시리즈 부문 남자 연기상 김상중
- 2007년 SBS 연기대상 미니시리즈 부문 여자 조연상 하유미
- 2007년 SBS 연기대상 베스트 커플상 김병세, 하유미

## 참고 사항
- 당초 한국방송제작단이 2006년 12월 미디어플랜트와 해당 드라마 제작 사업을 하기로 계약을 맺었지만[4] 제작비 유치를 제대로 하지 못해 손을 뗐고 결국 미디어플랜트를 인수한 세고엔터테인먼트가 삼화네트웍스와 드라마 제작계약을 맺었다.[5]
- 이에 한국방송제작단은 해당 드라마와 제작 계약을 맺었던 미디어플랜트와 해당 모 회사인 세고엔터테인먼트를 상대로 2007년 3월 14일 5억 원의 손해배상 소송을 제기했으며 2007년 3월 20일에는 미디어플랜트 이준호 부사장과 이 부회장의 아버지를 서울중앙지방검찰청에 고소한 바 있다.[6]
- 결국 해당 드라마와 제작 계약을 맺었던 미디어플랜트는 한국방송제작단에 손해배상금 8000만원을 배상해야 했다.[7]
- 1회 방영 후 SBS 심의팀으로부터 애정 장면과 노출 등에 경고를 받았으며 노골적인 키스와 애무 장면, 엘리베이터 안에서의 농도 짙은 키스 장면 등이 재방송에서 삭제됐다.[8]
- 폭발적인 인기로 인해 6부 연장설이 제기되었으나[9], 김수현 작가의 반대로 무산되었다.[10]
- 김수현은 해당 드라마로 드라마 작가 최초로 회당 4000만 원대의 원고료를 받게 되었다.[11]
- KBS 드라마 공모 출신의 류경옥 작가가 자신이 집필한 《옥희, 그 여자》와 해당 드라마 프로그램의 내용이 일치한다며 표절을 주장하였고 김수현 작가를 상대로 저작권 분쟁 조정 신청서를 내고[12] 저작권법 위반 소송을 제기하였으나, 김수현 작가는 '혐의 없음' 처분을 받았다.[13]
- SBS는 해당 프로그램 후속으로 《왕과 나》를 내보낼 예정이었지만 캐스팅 상의 문제 때문에 어려움을 겪어오자[14] 《강남엄마 따라잡기》를 대타로 올렸고 이 때문에 《왕과 나》는 《강남엄마 따라잡기》 후속으로 변경됐다.
- 한나라당 제17대 대통령 선거 후보 경선을 앞두고 배우 김상중이 연기한 홍준표라는 배역 이미지가 많은 여성들로부터 지탄을 받자 후보자였던 홍준표 정치인이 연설회에서 김수현 작가에 대한 섭섭함과 서운함을 농담조로 토로했다.
- 김상중, 배종옥은 KBS 2TV 주말 드라마 《목욕탕집 남자들》이후 12년 만에 재회해 캐스팅 됐다.